# Ngọc Hương (nghệ sĩ)
NSƯT Ngọc Hương (1942–2017), tên khai sinh là Nguyễn Thị Ngọc Hương, là một nữ nghệ sĩ cải lương nổi tiếng.

## Tiểu sử
Nghệ sĩ Ngọc Hương xuất thân trong gia đình có truyền thống; ông bà nội, cha theo hát bội. Cha bà là người đã hướng bà theo nghệ thuật cải lương. Lần đầu tiên bà lên sân khấu là năm 10 tuổi. Năm 12 tuổi, bà được giao đóng vai hoàng tử Ân Hồng, Ân Giao trong vở tuồng Trụ Vương - Đắc Kỷ.
Năm 1956, bà được Đoàn Cải lương Nam Phong mời ký hợp đồng. Tại gánh Nam Phong, bà lần lượt thành công qua các vai diễn: Hoàng tử Ngọc Giao trong vở tuồng Hoàng cung trong sóng gió, Bạch Vân Phi trong tuồng Tìm con trong đảng cướp, Tiết Quỳ trong tuồng Tiết Giao đoạt ngọc; Đắc Kỷ trong tuồng “Khoét mắt Khương Hoàng Hậu,... được báo giới và công chúng lúc bấy giờ khen ngợi.
Năm 1960, ông bầu Ba Bản (chủ hãng đĩa Hoành Sơn, trưởng đoàn hát Thủ Đô) mời Ngọc Hương thu thanh những bài ca vọng cổ, tân cổ giao duyên để xuất bản thành đĩa hát và đảm nhận vai đào chánh trong các vở tuồng do gánh Thủ Đô dàn dựng. Năm 1962, danh tiếng Ngọc Hương được biết đến nhờ thành công vai nữ chánh trong các vở tuồng: Nửa bản tình ca, Thuyền ra cửa biển, Hai chiều ly biệt,... trên sân khấu đại bang Kim Chưởng.
Bà nổi tiếng là cô đào cải lương hương sắc, ca ngâm, diễn xuất dịu dàng, cùng với nghệ sĩ Thanh Hải - vua ngâm Tao Đàn làm thành một đôi đào kép sáng giá hàng bậc nhất thập niên 1960 ở Đoàn cải lương Kim Chưởng.
Năm 1962, bà đoạt huy chương vàng Giải Thanh Tâm với vai Châu Bích Lệ trong vở Ảo ảnh Châu Bích Lệ.
Sau khi lấy chồng là soạn giả Thu An, hai ông bà đã lập ra gánh Hương Mùa Thu, một đại bang thời bấy giờ. Đến thập niên 1980 thì Hương Mùa Thu giải thể. Chị của bà là Kim Giác một nghệ sĩ cải lương.
Sau khi soạn giả Thu An mất năm 2005, bà về sống với cô con dâu. Năm 2016, bà dời vào sống ở Viện dưỡng lão nghệ sĩ.
Tối ngày 30 tháng 11 năm 2017, bà qua đời qua căn bệnh ung thư gan ở Viện điều dưỡng Quận 8, Thành phố Hồ Chí Minh.

## Dấu ấn
Khi đề cập đến thân thế và sự nghiệp của bà, có ba điều mà đồng nghiệp, báo giới và người ái mộ luôn nhắc tới. Trước hết là nhớ tới soạn giả Thu An. Ông vừa là thầy, vừa là bạn đời hết lòng yêu thương bả. Đa phần những vai diễn, những bài vọng cổ do NSƯT Ngọc Hương thể hiện thành công trên sân khấu và băng đĩa từ trước đến nay đều do soạn giả Thu An sáng tác.
Đồng thời, NSƯT Ngọc Hương có nhiều vai diễn ấn tượng trên sân khấu như: Quốc Hương trong vở Tiếng trống sang canh, Châu Bích Lệ trong Ảo ảnh Châu Bích Lệ, Công chúa Yên Lang trong Hai chiều ly biệt, Chu Sơn Anh Đài trong Nắng chiều trên sông Dịch, Oanh Kiều trong Gánh cỏ sông Hàn, bà mẹ trong vở Con cò trắng,... Đây là những nhân vật làm sáng thêm tên tuổi NSƯT Ngọc Hương trên sàn diễn cải lương. Hơn nữa, chất giọng ngọt mùi, đầy thương cảm khiến cho mọi người luôn nhớ tới NSƯT Ngọc Hương. Sức hấp dẫn trong giọng ca của bà là âm vực cao và trong trẻo, nhưng khi ca những đoạn lâm ly tình cảm nghe cũng khá mùi mẫn, êm tai.
NSƯT Ngọc Hương ca theo kỹ thuật và phong cách riêng của mình, không bị ảnh hưởng, bắt chước những giọng ca của những nữ nghệ sĩ đàn chị. Khi ca, bà không phô diễn kỹ thuật sắp nhịp lắt léo trong lòng câu, bà ca như không cần chú ý đến nhịp và thường lên cao bằng giọng mũi. Từng lời thoại câu ca được bà nhấn nhá một cách tự nhiên tùy theo tình huống, tâm trạng của nhân vật. Cách ca của bà khó có người bắt chước, vì muốn ca giống NSƯT Ngọc Hương đòi hỏi người ca phải có làn hơi sung mãn và phong phú.
Giọng ca vàng của nữ nghệ sĩ tài danh này từng chiếm lĩnh hầu hết các bộ đĩa tuồng, đĩa bài ca lẻ có giá trị nội dung và văn chương sâu sắc. Hầu hết các tác phẩm ấy được tái bản và phổ biến rộng rãi trong lòng công chúng suốt mấy mươi năm qua.
Chất giọng của NSƯT Ngọc Hương ca tân cổ rất hợp với Tấn Tài; thu tuồng trong băng đĩa thì ăn ý với Hùng Cường; hát sân khấu lại hợp với Thanh Hải, cùng với Út Hiền.
Ở từng thời điểm khác nhau, họ có những thành công vang dội. Nếu ở sân khấu Kim Chưởng, liên danh Thanh Hải - Ngọc Hương trở thành bộ đôi ăn khách trong các vở tuồng: Hán Đế biệt Chiêu Quân, Hai chiều ly biệt... thì dưới bảng hiệu Hương Mùa Thu, Ngọc Hương – Út Hiền trở thành một liên danh khó tách rời nhau.
Về sắc diện, liên danh Út Hiền – Ngọc Hương đều đẹp sắc sảo dưới ánh đèn sân khấu, về giọng ca thì đó là một sự hòa hợp kỳ diệu. Giọng ca của Ngọc Hương cao vút, ngọt ngào, tình cảm; còn giọng ca của Út Hiền vừa êm dịu, lại vừa trầm buồn, sâu lắng. Với sân khấu Hương Mùa Thu, khán giả bị mê hoặc bởi cặp đôi này qua các vở tuồng như: Lá của rừng xanh, Cô gái sông Đà, Người anh khác mẹ, Con cò trắng, Gánh cỏ sông Hàn, Chuyến đò thương, Tiếng còi sa mạc,...
Riêng với NSND Thanh Tuấn, khi lần đầu tiên xuất hiện trên sân khấu Hương Mùa Thu, chính bà đã làm đòn bẩy, đưa Thanh Tuấn lên đỉnh cao nghệ thuật trong giai đoạn vàng của sân khấu cải lương.
Bà là một nghệ sĩ có những đóng góp đáng kể cho di sản nghệ thuật truyền thống của quê hương Nam Bộ. Tài năng và những cống hiến của cố NSƯT Ngọc Hương luôn được mọi người nhớ đến. Nhớ đến giọng ca nữ ăn khách thuộc hàng bậc nhất của làn đĩa nhựa và sàn diễn Cải lương thời hoàng kim.

## Các vai diễn
| Tên                       | Tác giả                      | Vai diễn     |
| ------------------------- | ---------------------------- | ------------ |
| Ảo ảnh Châu Bích Lệ       | Thu An                       | Châu Bích Lệ |
| Bạch Liên Nương           | Thu An                       |              |
| Bình Lan Xuân             | Thu An                       |              |
| Cô gái sông Đà            | Thu An – Anh Phương          |              |
| Con cò trắng              | Thu An                       | Bà Năm       |
| Đêm kinh hoàng            | Thu An                       | Trâm         |
| Gánh cỏ sông Hàn          | Thu An                       | Oanh Kiều    |
| Giọt máu quân vương       | NSND Viễn Châu               | Lưu Tố Nga   |
| Hai chiều ly biệt         | Thu An                       |              |
| Khách sạn hào hoa         | Vũ Kim; Trần Hà – Điêu Huyền | Thảo         |
| Lá của rừng xanh          | Thu An                       | Ái Cơ        |
| Nạn con rơi               | Trần Hà                      | Huệ          |
| Nắng chiều trên sông Dịch | Thu An – Phong Linh          | Ly Cơ        |
| Sài Gòn thác bạc          | Thu An                       | Dao          |
| Tiếng súng một giờ khuya  | Thu An                       |              |

## Các bài tân cổ, vọng cổ

### Tân cổ
| Tên                  | Tác giả                | Tác giả      | Hát với         |
| Tên                  | Tân nhạc               | Cổ nhạc      | Hát với         |
| -------------------- | ---------------------- | ------------ | --------------- |
| Tình học sinh        | Thanh Sơn              | Kiên Giang   | Đơn ca          |
| Giọt buồn quê hương  | Hoàng Trang – Ngọc Sơn | Thu An       | NSƯT Minh Phụng |
| Một lần dang dở      | Phạm Vũ – Anh Tứ       | Thu An       | NSƯT Minh Phụng |
| Sao anh nỡ đành quên | Tô Thanh Tùng          | Xuyên Vân Tử | NSƯT Minh Phụng |
| Tan rồi em ơi        | Mạnh Giác              | Thu An       | NSƯT Minh Phụng |
| Hoa biển             | Chưa rõ                | Chưa rõ      | Trung Chỉnh     |

### Vọng cổ
| Tên                    | Tác giả        | Hát với         |
| ---------------------- | -------------- | --------------- |
| Dòng lệ biệt cố nhân   | Thu An         | NSND Út Trà Ôn  |
| Buồng cau quê ngoại    | Thu An         | Tấn Tài         |
| Lưu luyến              | Thu An         | Thanh Hải       |
| Hán Đế biệt Chiêu Quân | NSND Viễn Châu | Thanh Hải       |
| Nụ cười xuân           | Thu An         | Thành Được      |
| Ly rượu đoàn viên      | Thu An         | Minh Cảnh       |
| Người về trong mưa     | Thu An         | Hùng Cường      |
| Đêm mộng hồ Tây        | Thu An         | Út Hiền         |
| Tiếng rao ngày cũ      | Thu An         | Hà Bửu Tân      |
| Tiếng rao ngày cũ      | Thu An         | NSND Giang Châu |

## Giải thưởng
- Huy chương vàng Triển vọng Thanh Tâm với vai Châu Bích Lệ (vở Ảo ảnh Châu Bích Lệ) (1962)
- Giải Danh dự Thanh Tâm (1963)
- Nghệ sĩ ưu tú (1993)

## Gia đình
Chồng bà là cố soạn giả Thu An.